# Condylostylus flagellatus
Condylostylus flagellatus är en tvåvingeart som beskrevs av Becker 1922. Condylostylus flagellatus ingår i släktet Condylostylus och familjen styltflugor. Inga underarter finns listade i Catalogue of Life.